# Fujiwara no Yoritada
 (mars 2025).
Si vous disposez d'ouvrages ou d'articles de référence ou si vous connaissez des sites web de qualité traitant du thème abordé ici, merci de compléter l'article en donnant les références utiles à sa vérifiabilité et en les liant à la section « Notes et références ».
Fujiwara no Yoritada (藤原頼忠; 924 - 989), est un membre du clan Fujiwara et l'un des régents Fujiwara.

## Généalogie
Yoritada est le second fils de Fujiwara no Saneyori. Il épouse la princesse Genshi, fille du prince impérial Yoakira (fils de l'empereur Daigo) et est le père du poète Fujiwara no Kintō et de deux consorts impériales, Junshi (957-1017, impératrice de l'empereur En'yū), et Shishi (morte en 1035, consort de l'empereur Kazan).